# 최성온
최성온(崔性溫, 1813년~1887년). 조선 고종 시대의 무신이다. 본관은 통천(通川)이고, 자(字)는 군화, 과명(科名)은 응철, 근제공 최윤온의 11세손이다.

## 생애
1813년(순조 13년) 9월 4일 해남군 계곡면 당산리에서 출생하였다. 어려서부터 용력이 뛰어나고 병법과 기사에 능하였고, 1835년(헌종 1년) 무과에 급제하였다. 벼슬은 내금위 수문장, 충무위 부사맹, 훈련원주부(訓練院主簿), 예차내금위(預差內禁衛) 선략장군을 역임하였다.
1866년(고종 3년) 병인양요때 순무사 이경하 휘하에서 소모사로 호남의 아홉고을의 군병을 거느리고 같이 우수영으로 가서 프랑스군대 군선에 직접 승선하여 사령관에게 임금의 훈유를 포고하고 물러갈 것을 요구하였다. 이어 강화도에서 프랑스군대를 격퇴하고 돌아왔다.
1867년(고종 4년) 1월에 병인양요에서 공으로 전라도 병영의 병마우후(중군장)로 어모장군 도총부도사 겸 경력종사관에 제수되었다. 이어 전라좌수군 절도사에 임명되어 해상방어와 민심을 다스렸다. 재직시 남강 이재량이 크게 대접하겠다는 요청을 받았으나, 관리가 취할 행동이 아니라고 물리치는 등 관리로서의 품위를 잃지 않았다.
1872년(고종 9년) 4월에 60세로 관직에서 퇴임하였다. 전라좌수군 병마절도사를 끝으로 38년의 관직생활을 끝내고 고향에 돌아와 해남으로 낙남한 근재공 최윤온 묘비를 세우는 등 통천최씨를 알리는데 힘섰다. 1887년(고종 24년) 4월 13일 75세에 졸하였다.

## 같이 보기
- 고종
- 이경하
- 병인양요